# کتاب (فیلم ۲۰۱۳)
کتاب (به انگلیسی: Book) فیلمی هندی محصول سال ۲۰۱۳ و به کارگردانی ویجی آدهیراج است. در این فیلم بازیگرانی همچون ساتیا، راکول پریت سینگ، آیشواریا راجش و جاگاپاتی ببو ایفای نقش کرده‌اند.